# 1-(2-methoxypropoxy)propaan-2-ol
1-(2-methoxypropoxy)propaan-2-ol is een organische verbinding met als brutoformule C7H16O3. Het is een kleurloze vloeistof, die zeer goed oplosbaar is in water.

## Toepassingen
1-(2-methoxypropoxy)propaan-2-ol wordt gebruikt als (industrieel) oplosmiddel. Handelsnamen van de stof zijn Dowanol DPM, Dowanol 50 B en Ucar Solvent 2LM.

## Toxicologie en veiligheid
1-(2-methoxypropoxy)propaan-2-ol kan waarschijnlijk ontplofbare peroxiden vormen. Het reageert met sterk oxiderende stoffen en tal van metalen. Bij verbranding ontstaan onder meer koolstofdioxide en koolstofmonoxide.